# Rusia en los Juegos Olímpicos de Londres 2012
Rusia estuvo representada en los Juegos Olímpicos de Londres 2012 por un total de 436 deportistas que compitieron en 24 deportes. Responsable del equipo olímpico fue el Comité Olímpico Ruso, así como las federaciones deportivas nacionales de cada deporte con participación.
La portadora de la bandera en la ceremonia de apertura fue la tenista Maria Sharapova.

## Medallistas
El equipo olímpico ruso obtuvo las siguientes medallas:
| Nombre | Deporte               | Competición                  |
| --- | --------------------- | ---------------------------- |
| Oro |                       |                              |
| Serguei Kirdiapkin | Atletismo             | 50 km marcha M               |
| Ivan Ujov | Atletismo             | Salto de altura M            |
| Mariya Savinova | Atletismo             | 800 m F                      |
| Natalia Antiuj | Atletismo             | 400 m con vallas F           |
| Yuliya Zaripova | Atletismo             | 3000 m con obstáculos F      |
| Yelena Lashmanova | Atletismo             | 20 km marcha F               |
| Anna Chicherova | Atletismo             | Salto de altura F            |
| Tatiana Lysenko | Atletismo             | Martillo F                   |
| Yegor Mejontsev | Boxeo                 | Semipesado (81 kg) M         |
| Aliya Mustafina | Gimnasia artística    | Barras asimétricas F         |
| Yevgueniya Kanayeva | Gimnasia rítmica      | Concurso completo ind. F     |
| Anastasiya Blizniuk Uliana Donskova Xeniya Dudkina Alina Makarenko Anastasiya Nazarenko Karolina Sevastianova                                                 | Gimnasia rítmica      | Concurso completo por eqs. F |
| Arsen Galstian | Judo                  | –60 kg M                     |
| Mansur Isayev | Judo                  | –73 kg M                     |
| Taguir Jaibulayev | Judo                  | –100 kg M                    |
| Roman Vlasov | Lucha grecorromana    | 74 kg M                      |
| Alan Jugayev | Lucha grecorromana    | 84 kg M                      |
| Dzhamal Otarsultanov | Lucha libre           | 55 kg M                      |
| Bilial Majov | Lucha libre           | 120 kg M                     |
| Natalia Vorobiova | Lucha libre           | 72 kg F                      |
| Natalia Ishchenko Svetlana Romashina | Natación sincronizada | Dúo F                        |
| Anastasiya Davydova Mariya Gromova Natalia Ishchenko Elvira Jasianova Daria Korobova Alexandra Patskevich Svetlana Romashina Anzhelika Timanina Ala Shishkina | Natación sincronizada | Equipo F                     |
| Yuri Postrigai Alexandr Diachenko | Piragüismo            | K2 200 m M                   |
| Ilia Zajarov | Saltos                | Trampolín 3 m ind. M         |
| Equipo | Voleibol              | Torneo M                     |
| Plata |                       |                              |
| Yekaterina Poistogova | Atletismo             | 800 m F                      |
| Tatiana Tomashova | Atletismo             | 1500 m F                     |
| Olga Kaniskina | Atletismo             | 20 km marcha F               |
| Yuliya Gushchina Antonina Krivoshapka Tatiana Firova Natalia Antiuj                                                                                           | Atletismo             | 4x400 m F                    |
| Yelena Sokolova | Atletismo             | Salto de longitud F          |
| Daria Pishchalnikova | Atletismo             | Disco F                      |
| Yevgueniya Kolodko | Atletismo             | Peso F                       |
| Sofia Ochigava | Boxeo                 | Wélter ligero (57–60 kg) F   |
| Nadezhda Torlopova | Boxeo                 | Semipesado (69–75 kg) F      |
| Sofia Velikaya | Esgrima               | Sable ind. F                 |
| Inna Deriglazova Kamila Gafurzianova Aida Shanayeva Larisa Korobeinikova                                                                                      | Esgrima               | Florete por eqs. F           |
| Denis Abliazin | Gimnasia artística    | Salto de potro M             |
| Viktoriya Komova | Gimnasia artística    | Concurso completo ind. F     |
| Xeniya Afanasieva Anastasiya Grishina Viktoriya Komova Aliya Mustafina Mariya Paseka                                                                          | Gimnasia artística    | Concurso completo por eqs. F |
| Daria Dmitriyeva | Gimnasia rítmica      | Concurso completo ind. F     |
| Dmitri Ushakov | Gimnasia en trampolín | Individual M                 |
| Apti Aujadov | Halterofilia          | 85 kg M                      |
| Alexandr Ivanov | Halterofilia          | 94 kg M                      |
| Svetlana Tsarukayeva | Halterofilia          | 63 kg F                      |
| Natalia Zabolotnaya | Halterofilia          | 75 kg F                      |
| Tatiana Kashirina | Halterofilia          | +75 kg F                     |
| Alexandr Mijailin | Judo                  | +100 kg M                    |
| Rustam Totrov | Lucha grecorromana    | 96 kg M                      |
| Besik Kudujov | Lucha libre           | 60 kg M                      |
| Yevgueni Korotyshkin | Natación              | 200 m espalda M              |
| Anastasiya Zuyeva | Natación              | 100 m mariposa F             |
| Ivan Shtyl | Piragüismo            | C1 200 m M                   |
| Ilia Zajarov Yevgueni Kuznetsov | Saltos                | Trampolín 3 m sincronizado M |
| Mariya Sharapova | Tenis                 | Individual F                 |
| Bronce |                       |                              |
| Tatiana Petrova-Arjipova | Atletismo             | Maratón F                    |
| Yelena Isinbayeva | Atletismo             | Salto con pértiga F          |
| Svetlana Shkolina | Atletismo             | Salto de altura F            |
| Tatiana Chernova | Atletismo             | Heptatlón F                  |
| Valeriya Sorokina Nina Vislova | Bádminton             | Dobles F                     |
| Equipo | Baloncesto            | Torneo M                     |
| David Airapetian | Boxeo                 | Minimosca (49 kg) M          |
| Mijail Aloyan | Boxeo                 | Mosca (52 kg) M              |
| Andrei Zamkovoi | Boxeo                 | Wélter (69 kg) M             |
| Olga Zabelinskaya | Ciclismo en ruta      | Ruta F                       |
| Olga Zabelinskaya | Ciclismo en ruta      | Contrarreloj F               |
| Nikolai Kovaliov | Esgrima               | Sable ind. M                 |
| Denis Abliazin | Gimnasia artística    | Suelo M                      |
| Aliya Mustafina | Gimnasia artística    | Concurso completo ind. F     |
| Aliya Mustafina | Gimnasia artística    | Suelo F                      |
| Mariya Paseka | Gimnasia artística    | Salto de potro F             |
| Ruslan Albegov | Halterofilia          | +105 kg M                    |
| Ivan Nifontov | Judo                  | –81 kg M                     |
| Minguiyan Semionov | Lucha grecorromana    | 55 kg M                      |
| Zaur Kuramagomedov | Lucha grecorromana    | 60 kg M                      |
| Liubov Volosova | Lucha libre           | 63 kg F                      |
| Denis Tsargush | Lucha libre           | 74 kg M                      |
| Andrei Grechin Nikita Lobintsev Vladimir Morozov Danila Izotov                                                                                                | Natación              | 4 × 100 m libre M            |
| Yuliya Yefimova | Natación              | 200 m braza F                |
| Alexei Korovashkov Ilia Pervujin | Piragüismo            | C2 1000 m M                  |
| Alexei Denisenko | Taekwondo             | –58 kg M                     |
| Anastasiya Baryshnikova | Taekwondo             | +67 kg F                     |
| Mariya Kirilenko Nadezhda Petrova | Tenis                 | Dobles F                     |
| Vasili Mosin | Tiro                  | Foso doble M                 |